# آلف (رسوم متحركة)
آلف هو سلسلة رسوم متحركة، عرض لأول مرة في 26 شتنبر1987 وانتهى في 6 يناير 1989، يتوفر على 26 حلقة، عرض في قناة سبيستون.

## الشخصيات
أوجي شموي: أخت غوردون الصغرى
بوب شموي: والد غوردون
كانتفايل: القائد
كورتيس شموي: شقيق غوردون الأصغر
اغبرت بيتي
فلو شموي: أم غوردون
غوردون شموي / آلف: نجم هذه السلسة
هاري: الطائر الاليف
لارسون بيتي: الشرير
مدام بوكيبسي
روندا: صديقة غوردون
سارجنت ستاف
سكيب: صديق غودون
سلووب: صديق غوردون
ريك فوستيرمان: صديق غوردون
ستيلا: النادلة
سبادر: صديق كورتيس
نيب: كلب عائلة شموي المدلل

## وصلات خارجية
- آلف على موقع IMDb (الإنجليزية)
- آلف على موقع أول موفي (الإنجليزية)
- آلف على موقع فيلمافينيتي (الإسبانية)
- آلف على موقع كينوبويسك (الروسية)
- آلف على موقع ألو سيني (الفرنسية)
- آلف على موقع قاعدة بيانات الفيلم (الإنجليزية)

http://www.imdb.com/title/tt0365971/
http://www.tv.com/shows/alf-the-animated-series/